# Lycostomus congener
Lycostomus congener là một loài bọ cánh cứng trong họ Lycidae. Loài này được Gerstaecker miêu tả khoa học năm 1871.